# 內港 (雪城)
43°03′40″N 76°09′44″W / 43.0610551°N 76.1623247°W

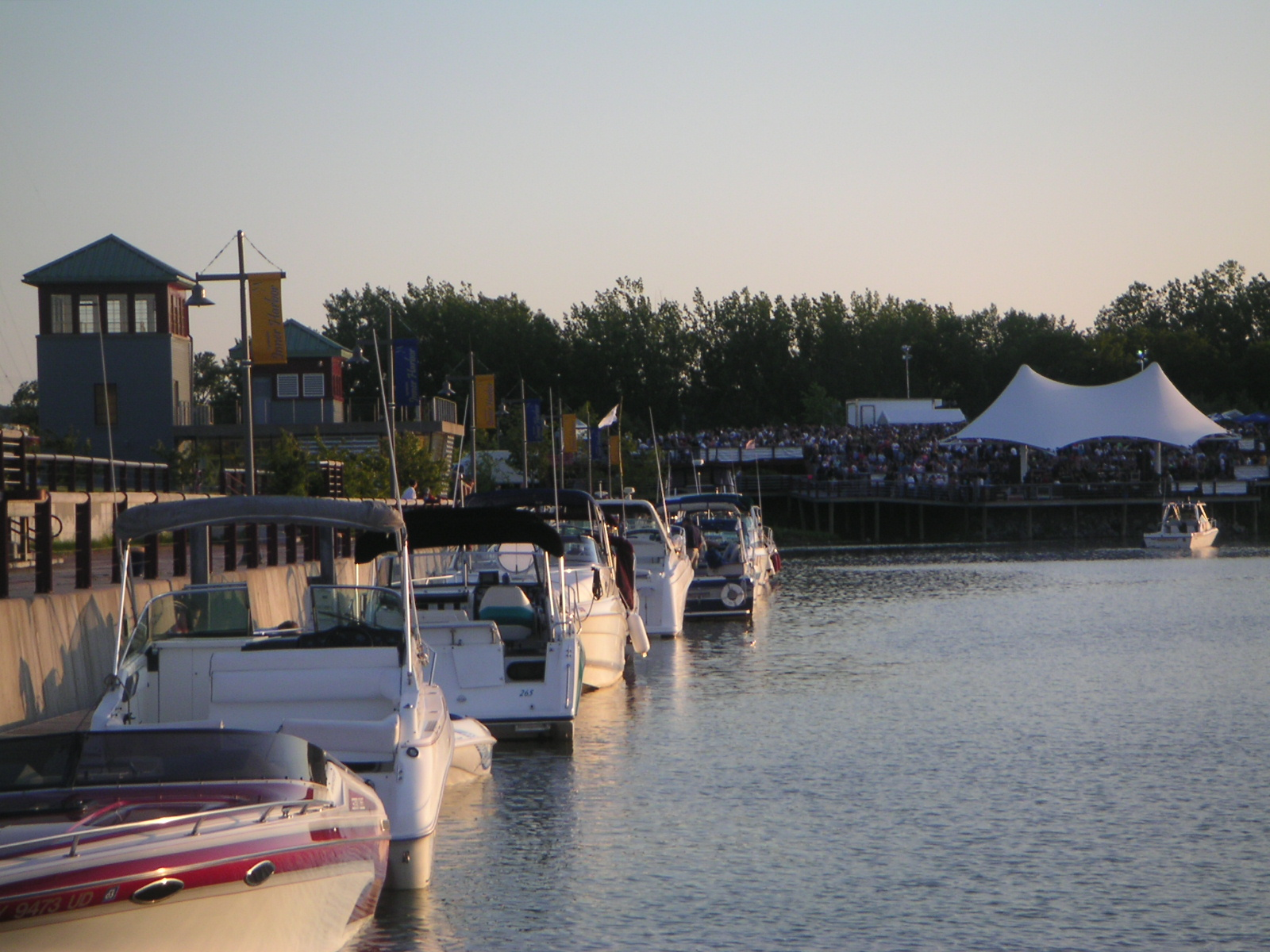

內港（英語：Inner Habor），是美國紐約州雪城的前工業區，位於俗稱「石油城」的中心，自1989年起更名為「湖濱」（Lakefront）。